# Mikael Sandberg (ishockeymålvakt)
Inge Jonas Mikael Sandberg, född 29 mars 1969 i Kungsbacka, är en tidigare ishockeymålvakt i Frölunda HC. Sandberg har även arbetat som målvaktstränare för Tingsryds AIF, IK Oskarshamn och Frederikshavn White Hawks. Hans moderklubb är Hanhals BK och han har även spelat i Linköpings HC och Frölunda HC. Med Frölunda HC har Sandberg vunnit SM-guld säsongen 2004/05 och SM-silver säsongerna 1995/96 och 2005/06. Sandberg har spelat 29 A-landskamper och tre B-landskamper.

## Meriter
- A-landskamper: 29
- VM-Silver: 1997
- SM-guld: 2005
- SM-silver: 2006
- SM-silver: 1996
- SM-brons: 2004
- ICEHL-Silver: 2000
- Bäste målvakt Elitserien 1996
- Uppflyttning till Elitserien 2001